# Lissabonprinciperna
År 1997 etablerade ekologekonomen Robert Costanza en sammanställning av sex principer för en hållbar styrning av havens användning. Dessa sex principer blev kända som "Lissabonprinciperna", vilka tillsammans ger grundläggande riktlinjer för att administrera användningen av gemensamma naturliga och sociala resurser.
- Princip 1: Ansvar. Tillgången till miljöresurser medför ansvar för att använda dem på ett ekologiskt hållbart, ekonomiskt effektivt och socialt rättvist sätt. Individers och företags ansvar och incitament bör anpassas till varandra och till breda sociala och ekologiska mål.

- Princip 2: Nivåmatchning. Ekologiska problem begränsas sällan till en enda nivå. Beslutsfattande om miljöresurser bör (i) tilldelas institutionella nivåer som maximerar ekologiska insatser, (ii) säkerställer flödet av ekologisk information mellan institutionella nivåer, (iii) tar hänsyn till ägandeskap och användare, och (iv) beaktar kostnader och intäkter. Lämpliga förvaltningsnivåer är de som har den mest relevanta informationen, som kan ingripa snabbt och effektivt och som kan integreras över nivågränserna.

- Princip 3: Försiktighetsprincipen. Mot bakgrund av osäkerhet om potentiellt irreversibla miljökonsekvenser bör beslut om användning av dem anses vara felaktiga. Bevisbördan bör läggas på dem vars aktiviteter potentiellt kan skada miljön.

- Princip 4: Anpassad hantering. Med tanke på att det alltid finns en viss osäkerhetsnivå i förvaltningen av miljöresurser, bör beslutsfattare kontinuerligt samla in och integrera lämplig ekologisk, social och ekonomisk information med införande av anpassade förbättringar som mål.

- Princip 5: Full kostnadsallokering. Alla interna och externa kostnader och vinster, inklusive sociala och ekologiska, av alternativa beslut om användning av en miljöresurs bör identifieras och fördelas. När det är lämpligt bör marknaderna justeras för att återspegla de fulla kostnaderna.

- Princip 6: Deltagande. Alla intressenter bör vara engagerade i utformningen och genomförandet av beslut om miljöresurser. Full medvetenhet och deltagande av intressenterna bidrar till trovärdiga, accepterade regler som identifierar och ålägger motsvarande ansvar på lämpligt sätt.